# Merényi Ferenc
Merényi Ferenc, születési nevén Messinger Ferenc (Budapest, 1923. február 25. – Budapest, 2006. október 5.) magyar építészettörténész, építészeti szakíró, egyetemi tanár, a Szépművészeti Múzeum főigazgatója 1984 és 1991 között.

## Élete
Merényi (Messinger) Jenő (1897–1970) műszerész és Teichner Mária (1900–1985) fiaként született. Középiskolai tanulmányait 1933 és 1941 között az Újpesti Könyves Kálmán Gimnáziumban végezte. A Budapesti Műszaki és Gazdaságtudományi Egyetem Építészettörténeti tanszékén oktatott, majd a Római Magyar Akadémia igazgatója volt. 1984-ben nevezték ki a Szépművészeti Múzeum főigazgatójává. Hét éven keresztül, 1991-ig töltötte be ezt a tisztséget.
Jelentős szerepet játszott számos szakmai testület és szervezet munkájában is (MTA Építészettörténeti és Elméleti Bizottsága, Magyar Építőművészek Szövetsége, ICOMOS Magyar Nemzeti Bizottság. Alapító tagja volt a Magyar Urbanisztikai bizottságnak).

## Könyvei, önálló kiadványai
- Bevezetés az építészetbe: az Állami Műszaki Főiskola 1. éves építészmérnök hallgatói részére, Major Máté az 1948/49 tanévben ... tartott előadásainak jegyzete alapján összeállította Merényi Ferenc.
- A magyar építészet története: az imperializmus korszakának építészete Magyarországon. Budapest, 1956
- Romantikus és eklektikus építészet. Budapest, 1959
- A magyar építészet 1867–1967. Budapest, 1969
- Magyar műemlékek. A Magyar Építészeti Múzeum kiállítása a Magyar Nemzeti Galéria dísztermében 1970. június. Budapest, 1970
- A modern építészet beilleszkedése a történelmi környezetbe Magyarországon. Harmadik közgyűlés és kollokvium Budapest, 1972. június 25-30. Budapest, 1972
- Magyar építészet 1867–1945. Budapest, 2000. (Déry Attilával közösen)
- Európai építészet 1750–1918. Budapest, 2004. (Déry Attilával közösen)

Fejezeteket írt az alábbi műbe:
- Magyar építészet 1945–70. Budapest, 1970

## Egyéb irodalom
- Bibliográfia dr. Bonta János, dr. B. Szűcs Margit, dr. Hajnóczi Gyula, dr. Merényi Ferenc és dr. Sódor Alajos szakmai munkásságáról. Budapest, 1992.